# Играчът на рулетка
„Играчът на рулетка“ (на руски: „Игрок“) е роман на руския писател Фьодор Достоевски, публикуван през 1866 година.

## Сюжет
Младият Алексей Иванович е учител на децата на разорен генерал. Той е влюбен в доведената му дъщеря Полина, в чийто живот има твърде много тайни. Във въображаемия град Рулетенбург, моден балнеокурорт и хазартен център, се срещат обеднели аристократи и богати парвенюта, авантюристи и несретници, безогледни мошеници и скучаещи светски особи, леки жени и лековерни мъже. Любовни триъгълници се създават и разпадат, човешките съдби се решават от случайността в игралните зали – шеметна е въртележката от страсти, еднакво унищожителни са любовта и рулетката. В романът стават до болка осезаеми магията на казиното и магията на великия и вечно модерен Достоевски.

## Филмиране
По романа са направени до 2007 година 9 филма.